# Association des amis de Saint-Jacques de Compostelle en Anjou
L'Association des amis de Saint-Jacques de Compostelle en Anjou (AASJCA), créée en 2004 est destinée à faciliter le cheminement des personnes envisageant d'utiliser les chemins jacquaires en traversant l'Anjou. Elle est affiliée à la Fédération française des associations des chemins de Saint Jacques de Compostelle (FFACC). Elle publie plusieurs fois par an la revue Le Compostellan d'Anjou.

## Historique et objectifs

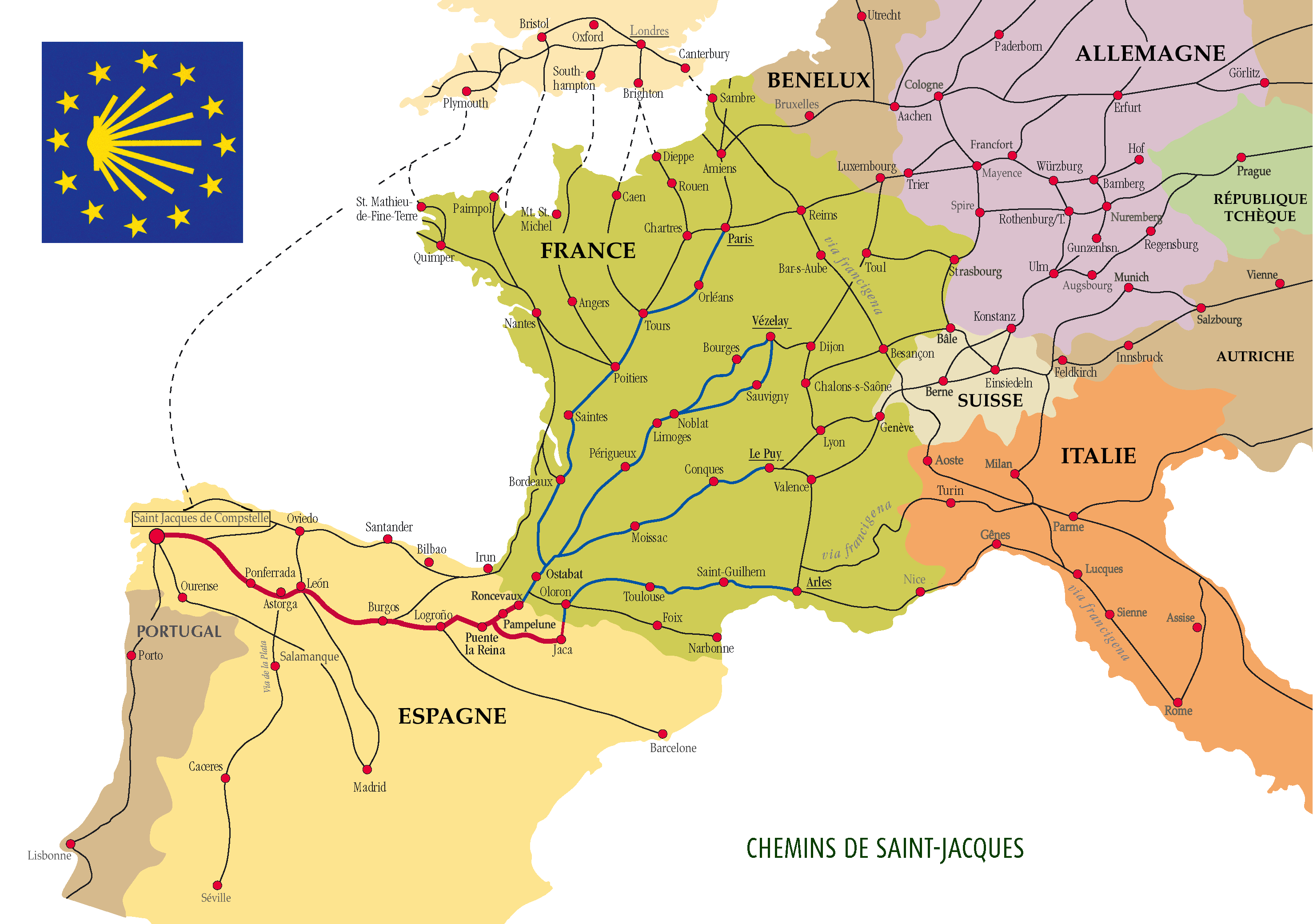
Carte des chemins de Saint-Jacques en Europe.

L'Association des amis de Saint-Jacques de Compostelle en Anjou est créée en 2004 sous la forme d'une association loi de 1901. Ses activités permettent la rencontre entre les pèlerins expérimentés et les candidats au départ, par des marches, des permanences, des sorties de groupe et d'autres événements, ainsi que la création et l'entretien des chemins, les balisages, l'hébergement, la recherche sur le patrimoine jacquaire.
Les statuts de l'association précisent ses objectifs :
- l'aide aux pèlerins, la délivrance du carnet de pèlerin, la promotion des lieux d'accueil et d'hébergement ;
- la recherche et la diffusion d'informations sur l'histoire et le patrimoine jacquaire en Anjou ;
- la recherche, la réhabilitation et la promotion des chemins de pèlerinage en Anjou, notamment ceux de Saint Jacques de Compostelle, du Mont Saint-Michel et de Saint Martin de Tours ;
- la formation d'hospitaliers pour les lieux d'accueil et d'hébergement des pèlerins tant en France qu'en Espagne.

## Fonctionnement

### Adhésion
Pour adhérer à l'association il y a plusieurs possibilités :
- des permanences d'une demi-journée sont organisées dans plusieurs communes du département, généralement en février ou mars[N 1] ;
- des personnes déléguées par le conseil d'administration peuvent également recevoir à leur domicile sur rendez-vous ;
- un bulletin de renouvellement d'adhésion est envoyé aux adhérents des années précédentes avec la convocation à l'assemblée générale en début d'année.

L'adhésion est concrétisée par le versement d'une cotisation dont le montant est fixé annuellement par le comité-directeur. Sur décision du comité-directeur, des adhérents peuvent être nommés membres d'honneur et dispensés de cotisation.

### Assemblée générale
L'assemblée générale de tous les adhérents se réunit en début d'année calendaire pour écouter et se prononcer sur les différents rapports (rapport moral, rapport d'activité, budget, élections).

### Conseil d'administration
L'association est administrée par un conseil d'administration composé de 11 à 15 membres élus par l'assemblée générale pour un mandat de trois ans, reconductible deux fois.

### Bureau
Le conseil d'administration élit un bureau comprenant au minimum 3 personnes : président, secrétaire et trésorier. Le mandat du président n'est renouvelable qu'une seule fois soit au maximum 6 ans. Toutes ces fonctions sont bénévoles et peuvent être assumées indifféremment par des femmes ou des hommes.

### Présidence
Depuis sa création l'AASJCA a connu cinq présidences différentes :
| # | Nom                   | Période                     |
| - | --------------------- | --------------------------- |
| 1 | Louis-Marie Plumejeau | mars 2004 – mars 2011       |
| 2 | Rosine Ménard         | mars 2011 – février 2015    |
| 3 | Jean-Paul Ramond      | février 2015 – février 2019 |
| 4 | Marie-Thérèse Martin  | février 2019 – février 2021 |
| 5 | Jacques Heinry        | depuis février 2021         |

### Carnet de pèlerin

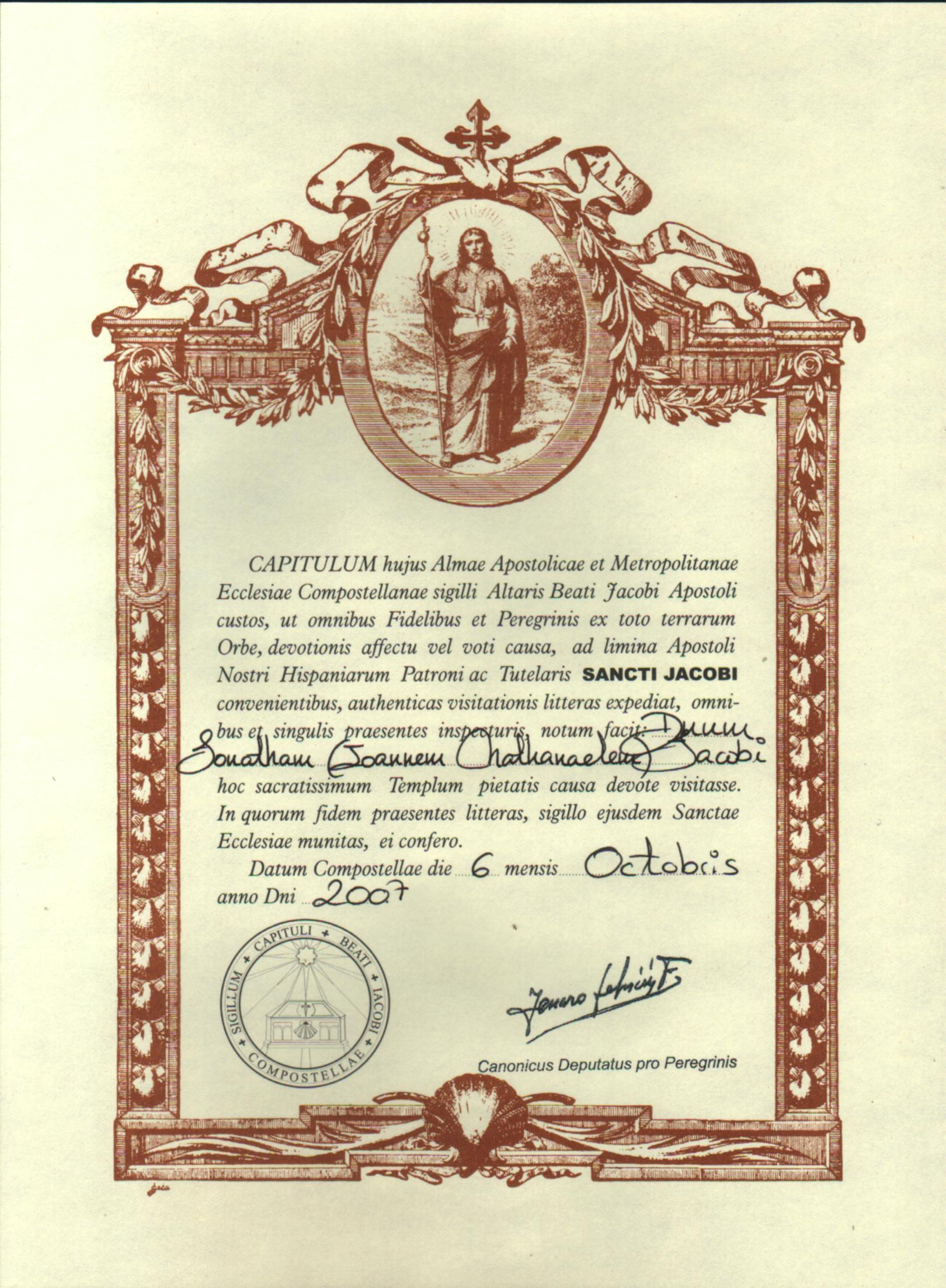
Compostela.

Il est de tradition pour tout pèlerin de présenter à chaque étape son « passeport » pour le faire pointer. Sur le chemin de Compostelle, le carnet est la credencial. En Espagne, la « credencial » est obligatoire pour l'hébergement dans les albergues (hébergements), il faudra aussi la présenter à l'arrivée à Compostelle pour obtenir la Compostela, certifiant l'accomplissement du pèlerinage.

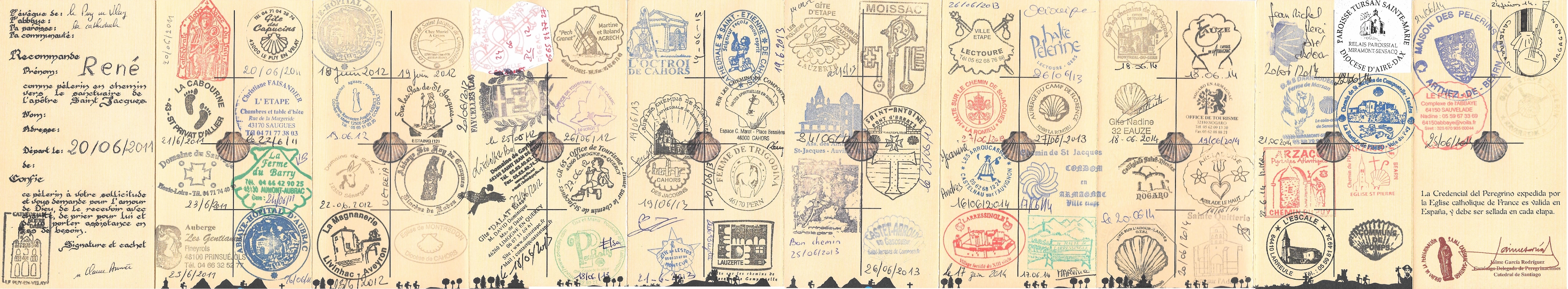
Credancial d'un pèlerin du chemin du Puy-en-Velay de 2011 à 2014.

Sur le chemin du Mont Saint-Michel, ou vers Pontmain, on utilise le carnet du Miquelot. Pour se rendre à Sainte-Anne-d'Auray, il existe un carnet spécifique, réalisé par l'association. Ces carnets sont délivrés exclusivement aux adhérents, par les correspondants de l'association.

## Activités
Pour la réalisation de ses objectifs, l'AASJCA est structurée en plusieurs commissions auxquelles peuvent participer chacun des membres adhérents. Pour certaines activités, la participation de personnes extérieures, peut être requise.

### Balisage
Sur le terrain, une signalétique par balises est régulièrement entretenue par des équipes de l'association. Après contact et accord des propriétaires des terrains (en général les municipalités) des balises spécifiques sont posées sur des supports existants (poteaux, murs, arbres, etc.). Ces balises sont matérialisées par des plaquettes collées ou des affichettes auto-collantes plastifiées ; elles peuvent être aussi peintes en particulier sur les arbres. Leur graphisme est identique à celui utilisé par la Fédération française de la randonnée pédestre (FFRandonnée) sur les chemins de grande randonnée avec les couleurs spécifiques de l'association (jaune et bleu). En l'absence de support utilisable, les équipes d'entretien posent elles-mêmes les piquets-supports nécessaires. En général la vérification des balisages est effectuée deux fois par an en particulier dans les zones boisées où la nature évolue au gré des saisons.

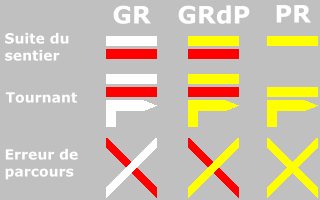
Balises définies par la FFRandonnée.
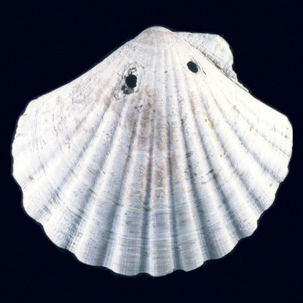
Coquille Saint-Jacques, symbole du pèlerinage.

### Hospitalité
L'association a mis en place une chaîne d’accueil dans certaines localités de la voie des Plantagenêt et des chemins annexes. Deux sortes d'hébergement sont proposées :
- hébergements traditionnels (chambres d'hôtes, hôtels, camping, etc.) ;
- accueil, limité à une nuitée, avec coucher et petit-déjeuner (dîner à convenir) par des familles — souvent des anciens pèlerins — dont la liste confidentielle[N 2] peut être obtenue par les adhérents auprès de l'association. La participation aux frais est laissée à l'appréciation de la personne reçue selon la méthode du donativo[N 3].

### Marches-rencontres
Deux ou trois fois par an, l'AASJCA organise des marches-rencontres — anciennement dénommées journées jacquaires — sur un site ou dans une commune du département. La journée se compose en général d'une marche d'environ 10 kilomètres, du repas collectif (pique-nique tiré du sac) et d'une visite de site d'intérêt culturel ou jacquaire. Pour la dernière rencontre de l'année, la visite est remplacée par une série de témoignages de pèlerins sur les chemins parcourus dans l'année.

### Patrimoine jacquaire
Qu'est-ce qu'un patrimoine jacquaire ?
1. du patrimoine matériel lié au cheminement tel que les établissements religieux ou hospitaliers où étaient prodigués les soins, la prière, le secours, etc. ;
2. du patrimoine matériel lié à la spiritualité et à la dévotion à Saint-Jacques : dédicaces à Saint-Jacques (chapelles, églises, hôpitaux, quartier urbain), représentations du saint et de ses miracles (tableaux, verrières, statues, décorations architecturales). Attention ! Ces signes de dévotion ne donnent pas forcément au lieu où ils se trouvent une place sur un chemin de Saint-Jacques ;
3. du patrimoine matériel décoratif : poignées de porte, coquilles sculptées, armoiries, etc. ;
4. du patrimoine immatériel : témoignages de pèlerinage, compostela, demandes testamentaires, confréries, rites, légendes et mémoire orales, accueil et hospitalité ;
5. des œuvres de création contemporaine, source d'un patrimoine pour demain : gâteaux en forme de coquille, œuvres d'art inspirées du cheminement, de la quête.

## Communication
L'association édite une revue destinée à ses adhérents : Le Compostellan d'Anjou qui parait deux ou trois fois par an. Les textes et la mise en page sont élaborés ou choisis par la commission communication : éditorial, nouvelles de l'association, témoignages de pèlerins et d'hospitaliers, comptes-rendus des activités, articles d'informations, agendas. La réalisation (impression, mise sous enveloppes et expédition par courrier postal) est confiée à un établissement et service d'aide par le travail (ESAT). La revue dispose d'un numéro international normalisé des publications en série (ISSN) : 2743-6187. Le président de l'association est le directeur de la publication.

## Voie des Plantagenêt
Reliant le Mont Saint-Michel à Saint-Jacques-de-Compostelle, la "voie des Plantagenêt" s'inscrit dans les chemins de Compostelle, classés premier itinéraire culturel du Conseil de l'Europe. Le chemin de Compostelle traverse l'Anjou, entre Pouancé et Le Puy-Notre-Dame passant par Segré, Angers, Doué-en-Anjou pour rejoindre la voie de Tours à l'église Saint-Pierre d'Aulnay. Dès 2004, les fondateurs de l'association ont reconnu les chemins et sentiers pour traverser le département du Maine-et-Loire, du nord-ouest au sud-est (jonction avec le GR36, dans la vallée du Thouet). Le parcours offre une multitude de paysages et un patrimoine particulièrement riche : la vallée du Misengrain entre fer et ardoise, la vallée de la Mayenne, Brissac et son château le plus haut de France, la vie troglodytique autour de Doué-en-Anjou, le village de charme du Puy-Notre-Dame avec sa collégiale dominant le vignoble, etc.

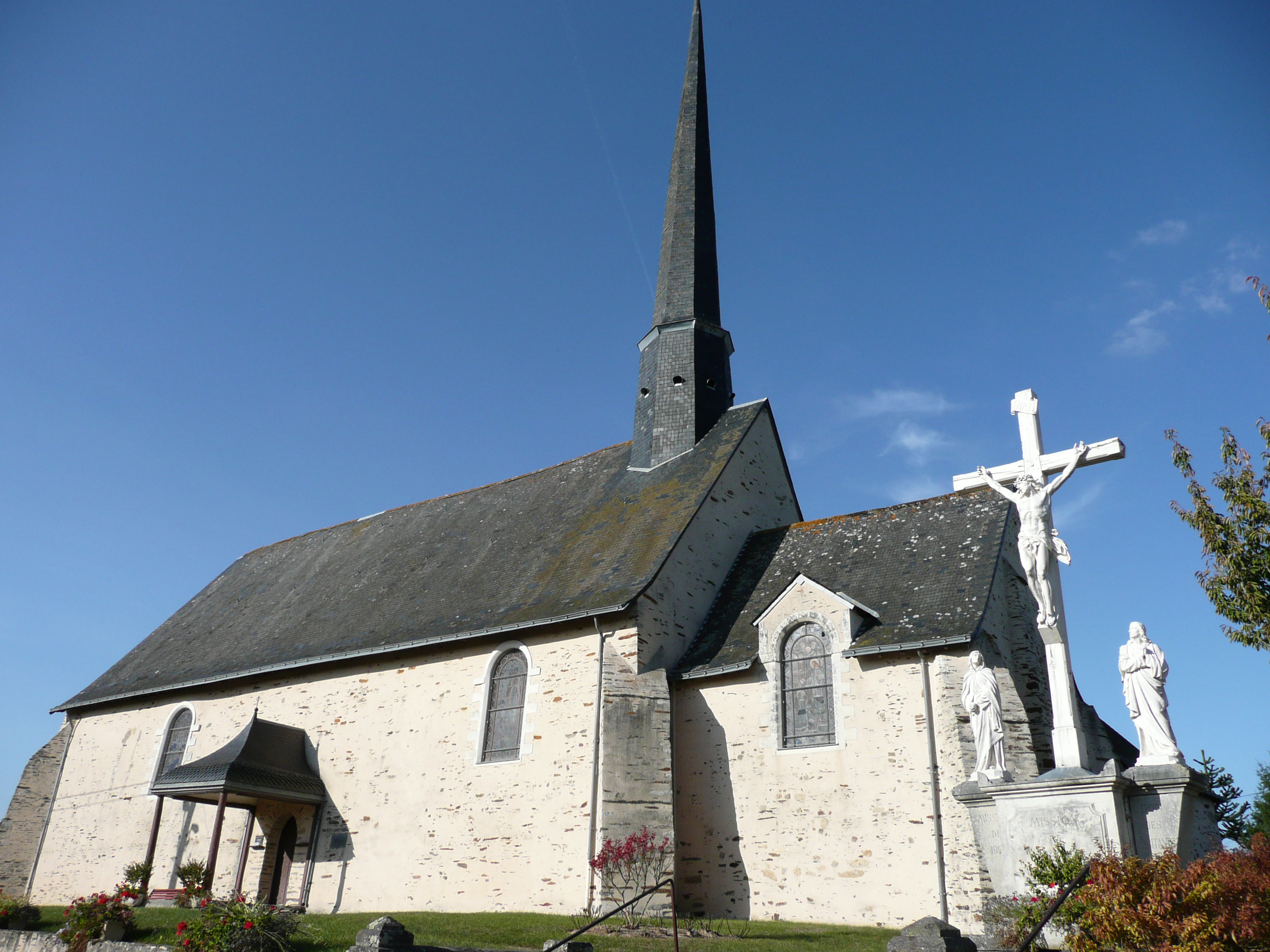
Église Saint-Aubin de Pouancé.
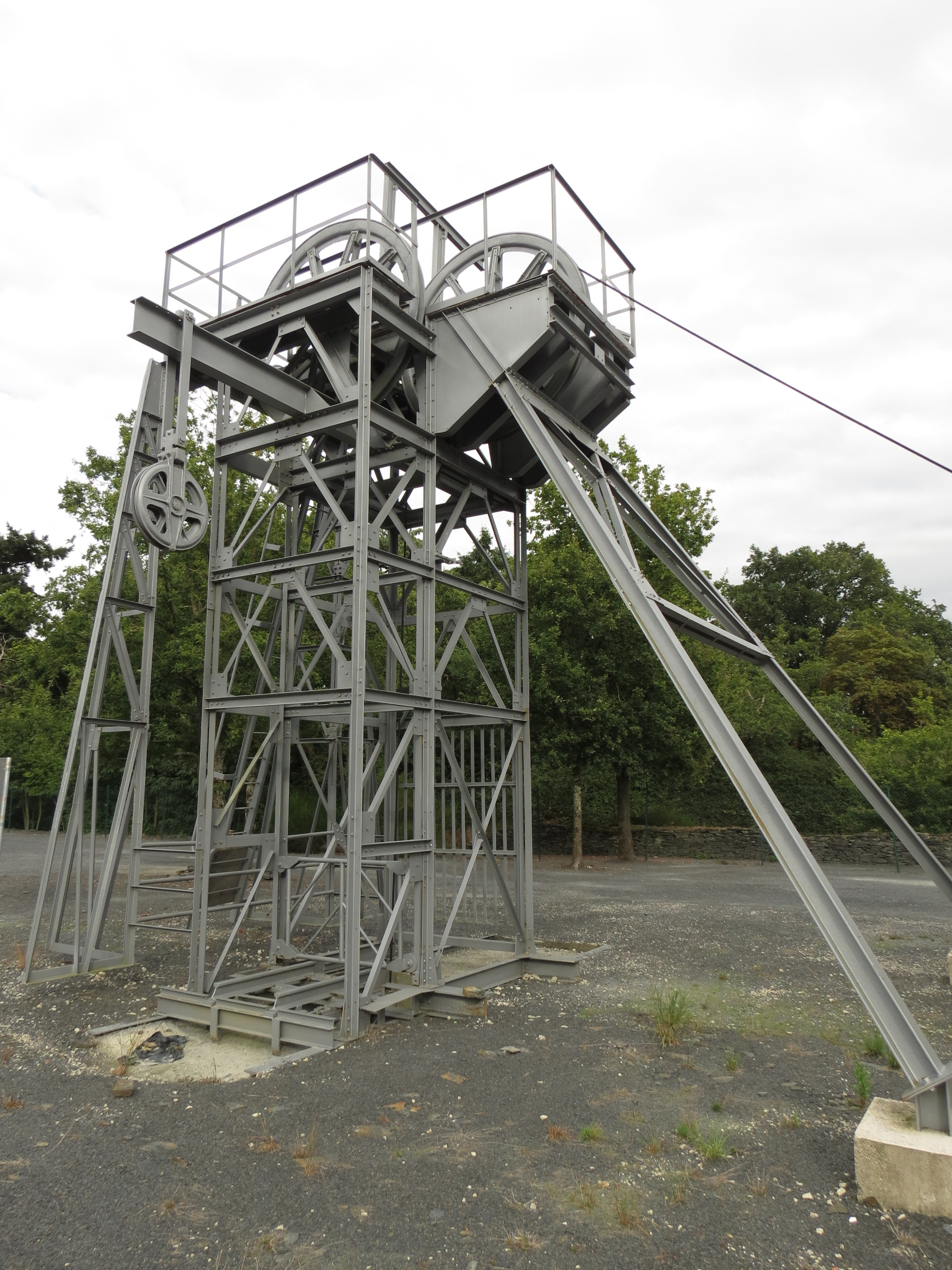
Ancien chevalement de l'ardoisière de Misengrain.
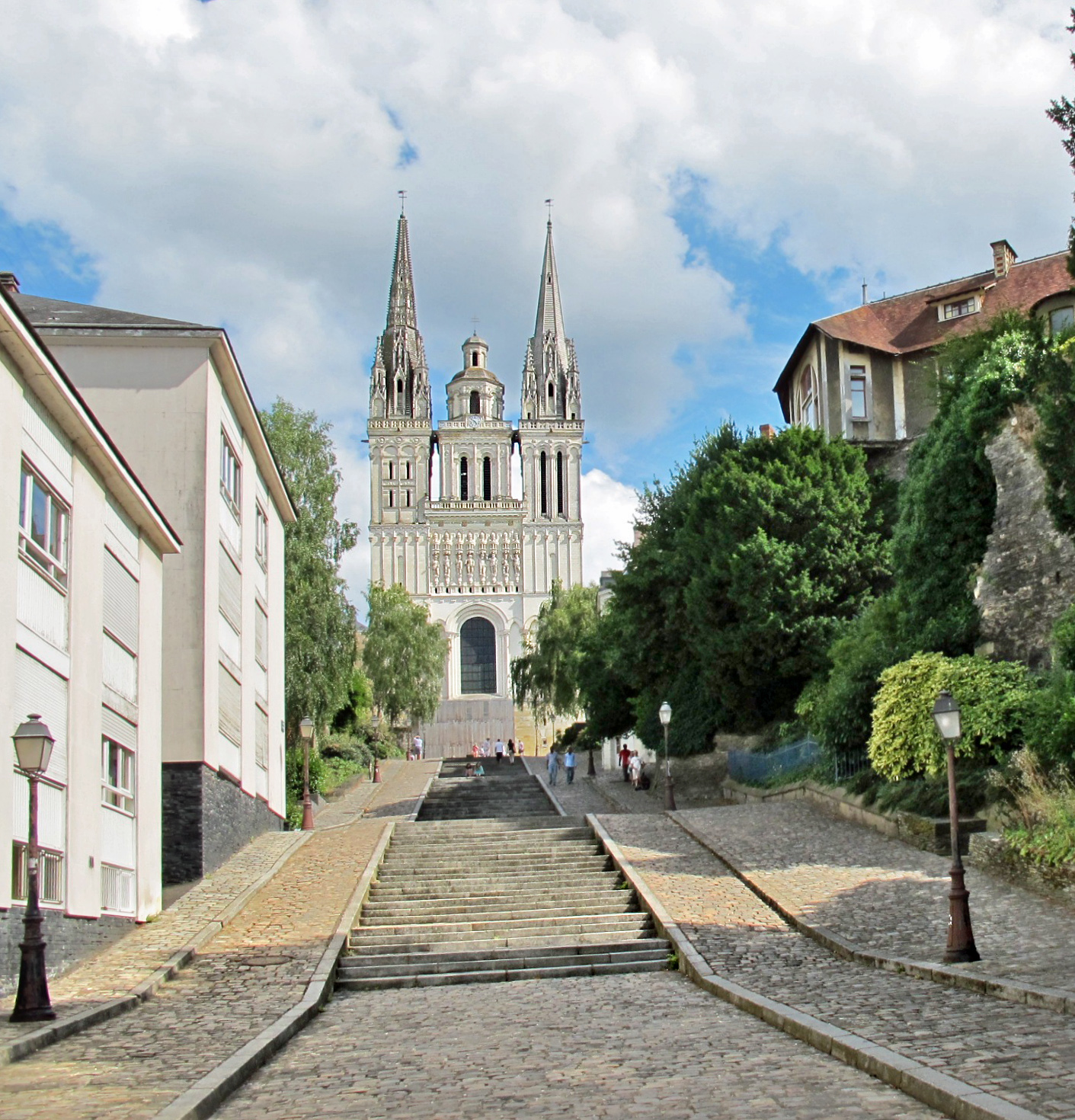
Cathédrale d'Angers.
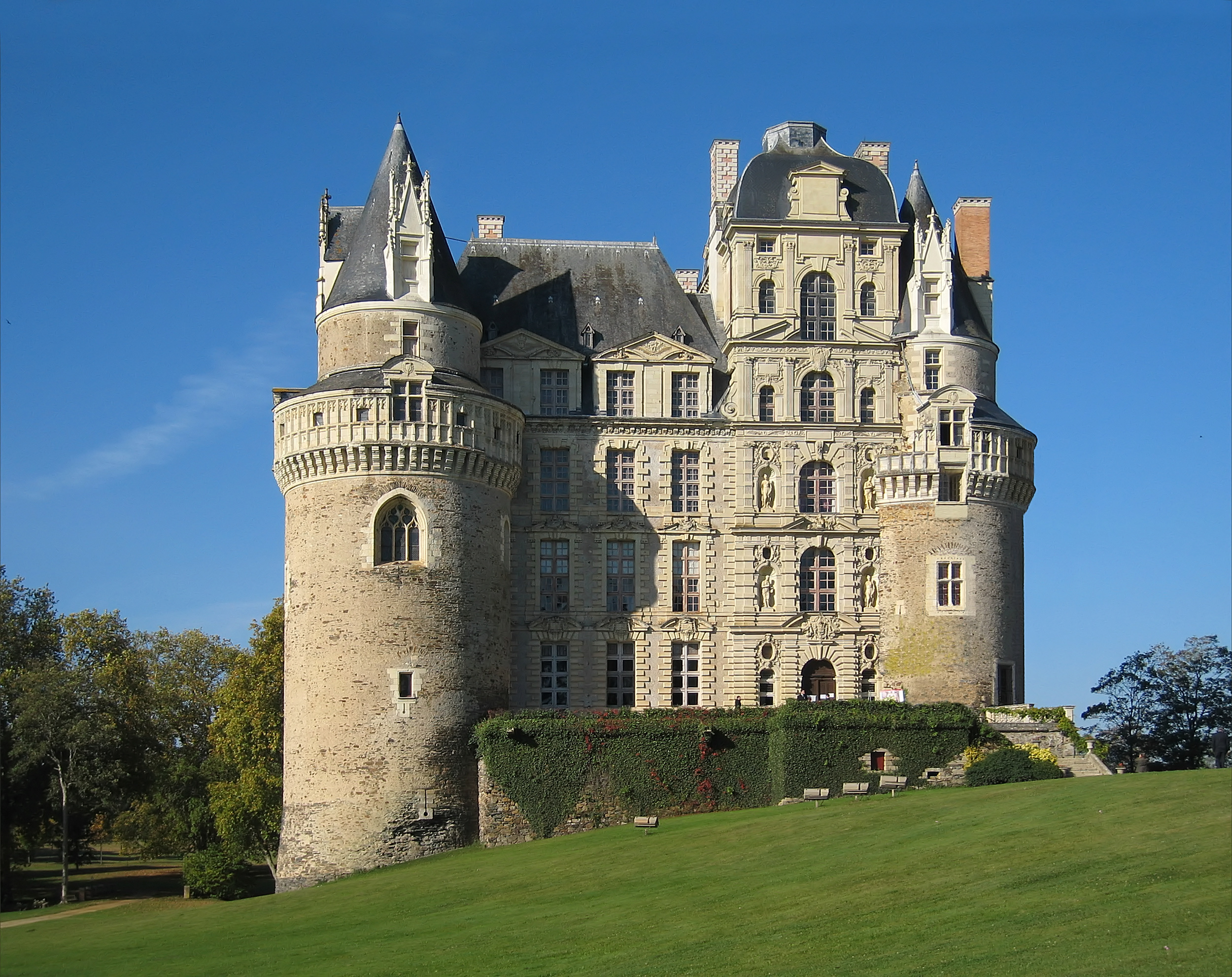
La façade est du château de Brissac.
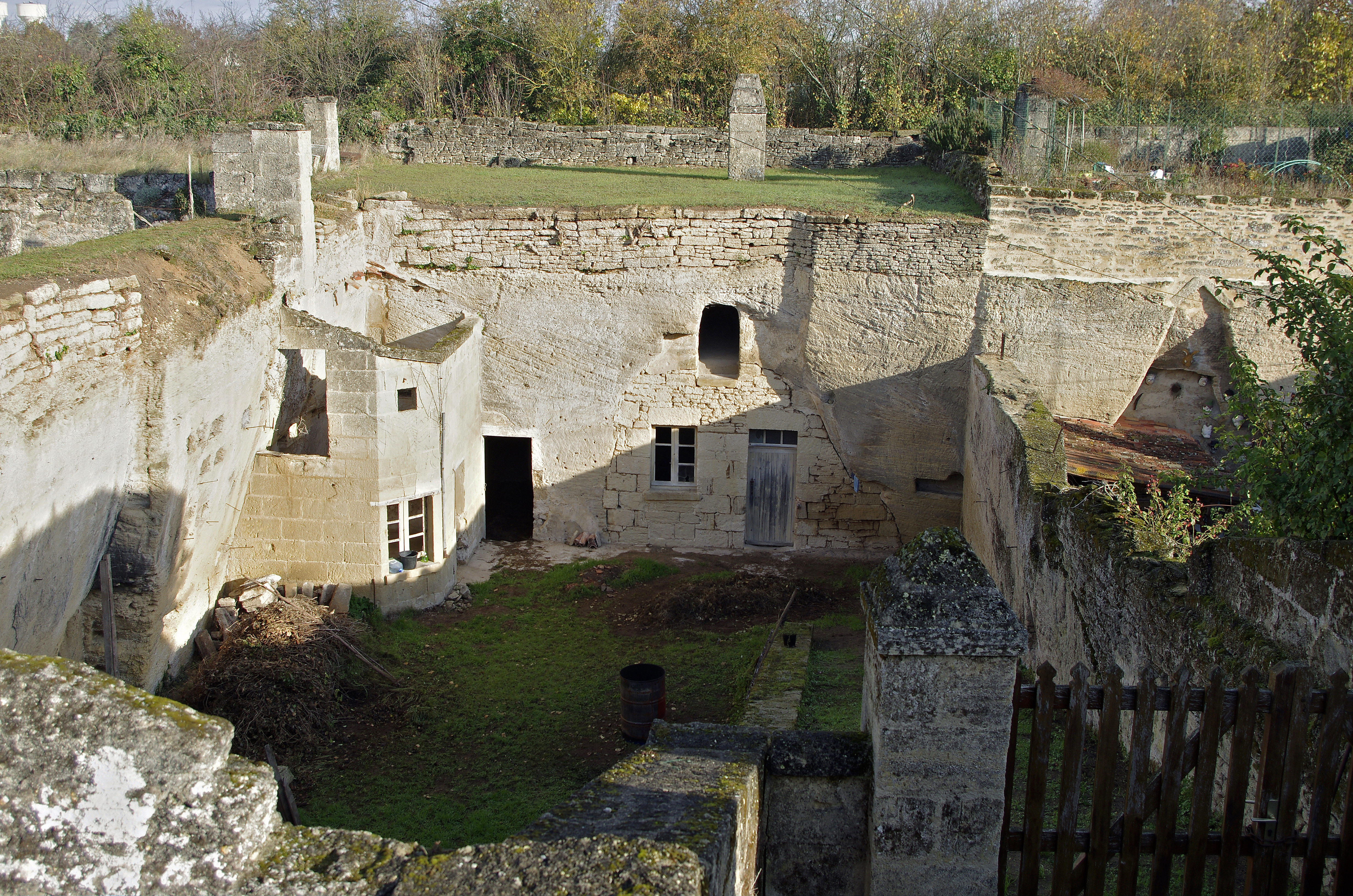
Habitation troglodyte à Doué-en-Anjou.
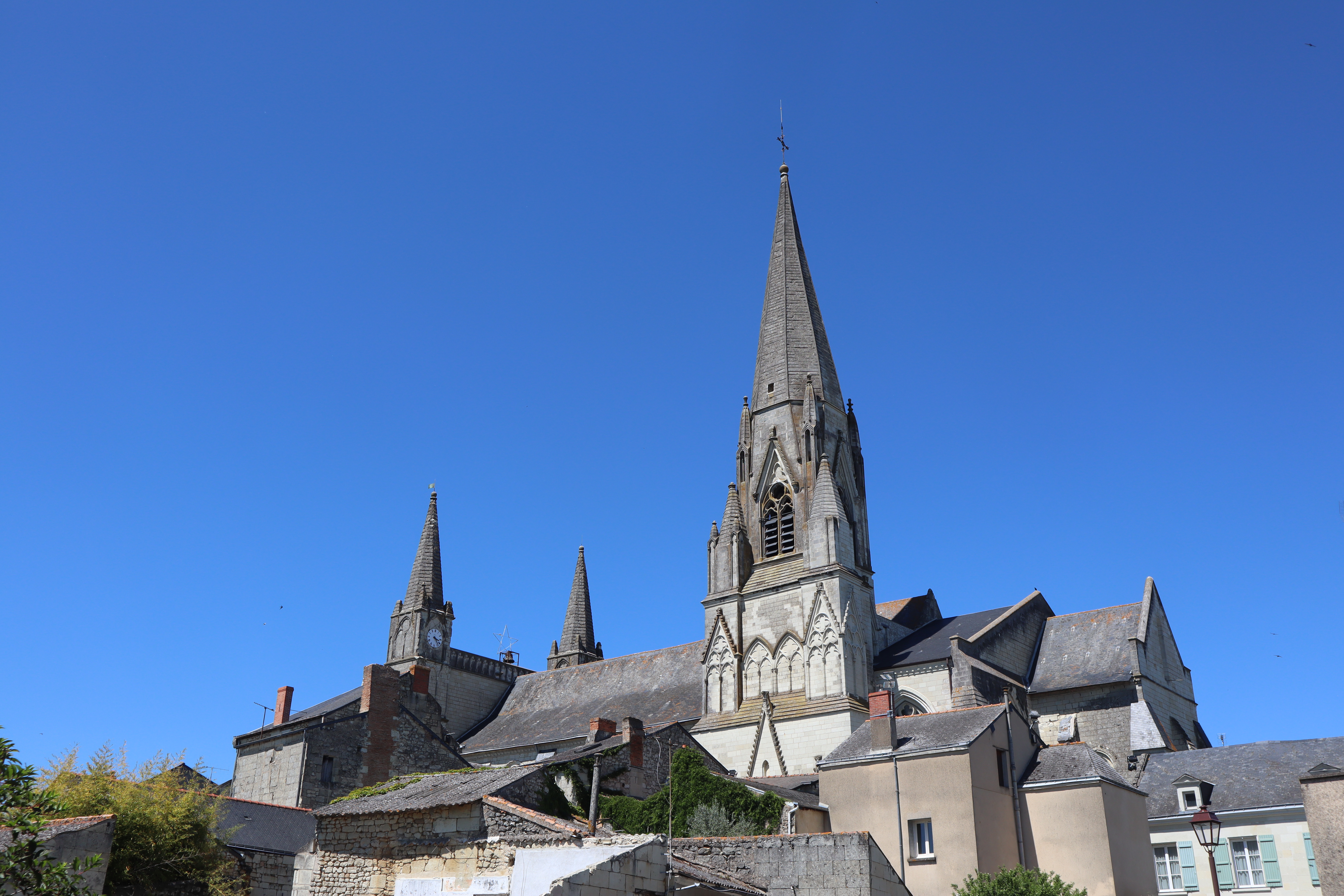
Église du Puy-Notre-Dame.
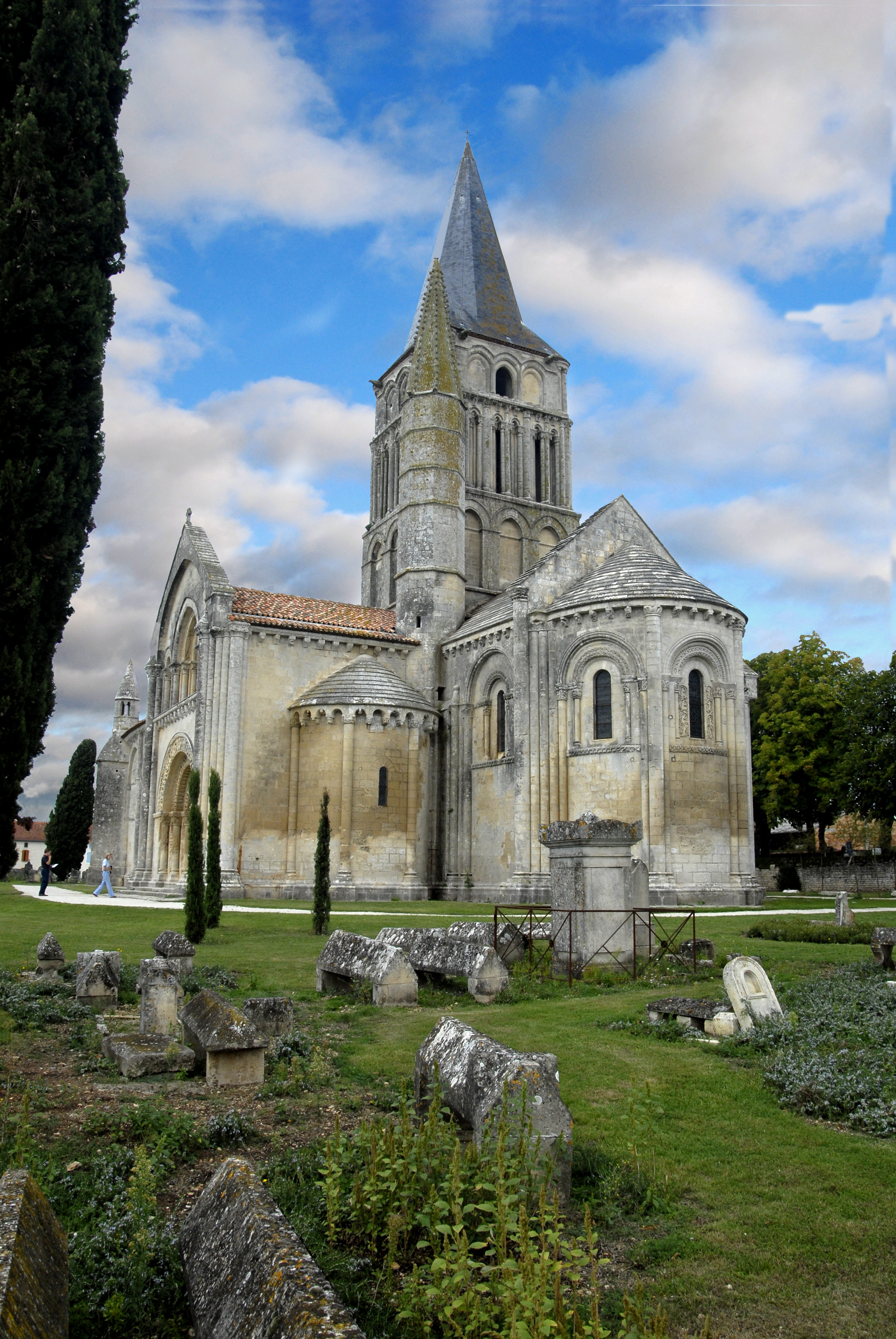
Église Saint-Pierre d'Aulnay.

### Variante et itinéraires de liaison
Une variante de la voie des Plantagenêt, au sud, permet de faire étape au monastère de Villeneuve à 2 km de Martigné-Briand : un tracé balisé part de Brissac au travers de la forêt à Vauchrétien et rejoint la voie des Plantagenêt à Louresse-Rochemenier.
À l'ouest, au départ de Pouancé, un itinéraires de liaison rejoint Clisson, après avoir traversé la Loire à Saint-Florent-le-Vieil. Sur ce tracé un embranchement, à partir de Montrevault rejoint la Vendée à Mortagne-sur-Sèvre en passant par Cholet.
Les fiches descriptives (ou les cartes IGN) de ces trajets sont disponibles lors des permanences et des marches-rencontre, ou auprès de l'association.

### Autres chemins
Deux adhérents de l'AASJCA ont créé des chemins dédiés qui partent de la cathédrale d'Angers en effectuant personnellement les tracés et les balisages nécessaires :
- en 2015, André Lejard — en mémoire de son grand-père marin breton rescapé d'un naufrage après avoir imploré Sainte Anne — a créé la "Voie de Sainte-Anne d'Auray"[2]. Les pèlerins arrivant au sanctuaire de Sainte-Anne-d'Auray se voient remettre le Flambeau à titre de certificat ;
- Fin 2015, Daniel Pinçon, originaire de la Mayenne, a créé avec Michel Gauthier le "Chemin de Pontmain"[3] qui suit en grande partie le cours de la Mayenne. Il a ensuite participé à la rédaction d’un guide[4] (Le chemin de Pontmain depuis Angers jusqu'au Mont St-Michel), destiné aux randonneurs qui propose une suggestion d’étapes : 9 étapes de 14 à 23 kilomètres permettent ainsi de parcourir les 173 kilomètres séparant Angers de Pontmain[5]. En 2023, ce chemin a été renommé " Chemin d'Angers au Mont Saint-Michel par Laval et Pontmain " — en accord avec l'association Compostelle 53 & Autres Chemins — pour être intégré dans les chemins du Mont Saint-Michel.

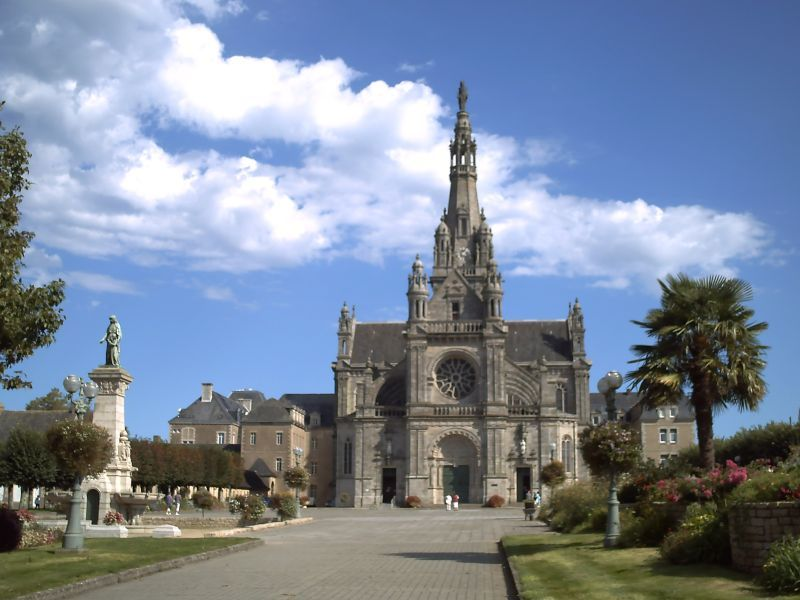
Basilique Sainte-Anne d'Auray.
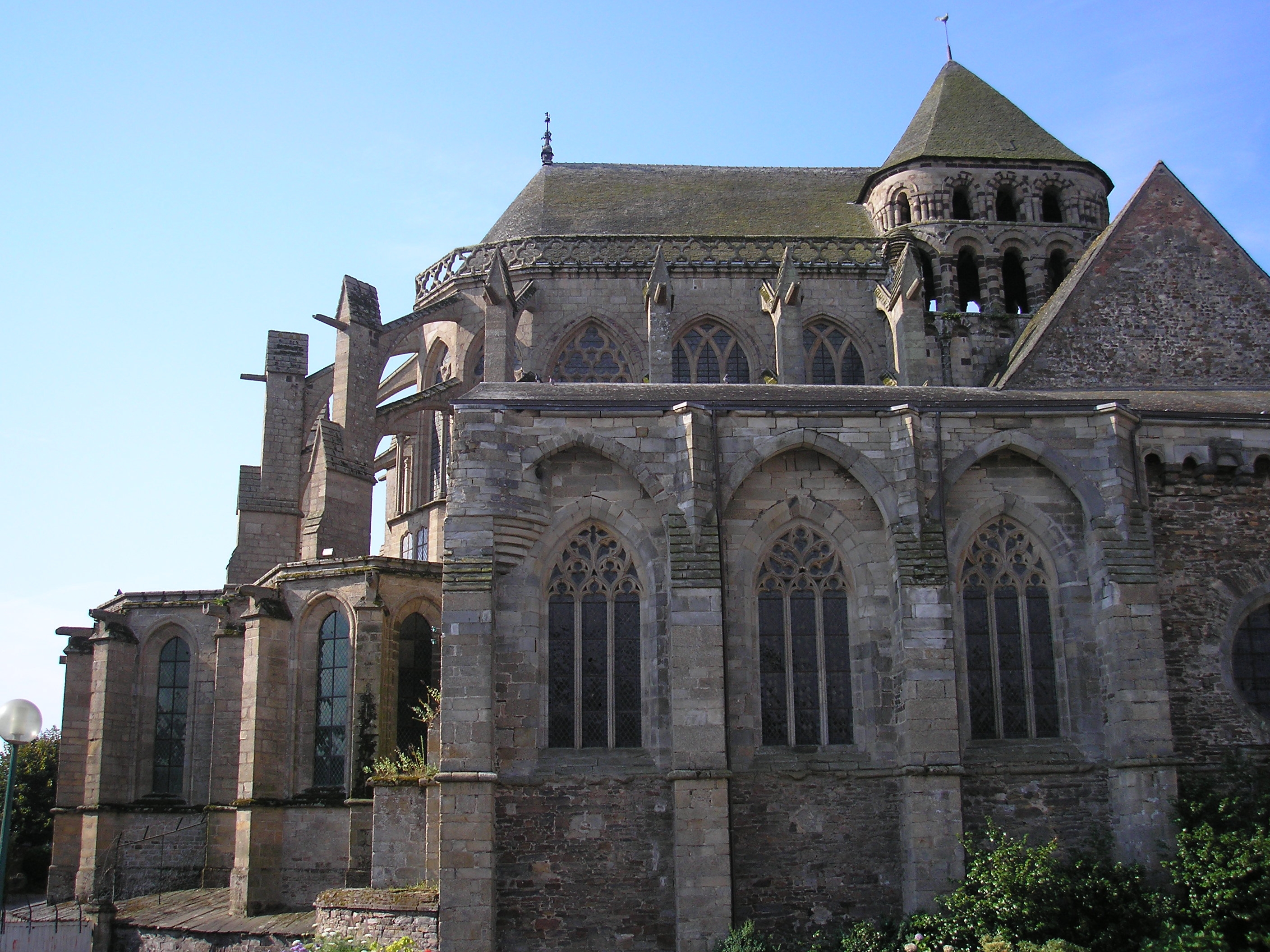
Abbaye Saint-Sauveur de Redon.
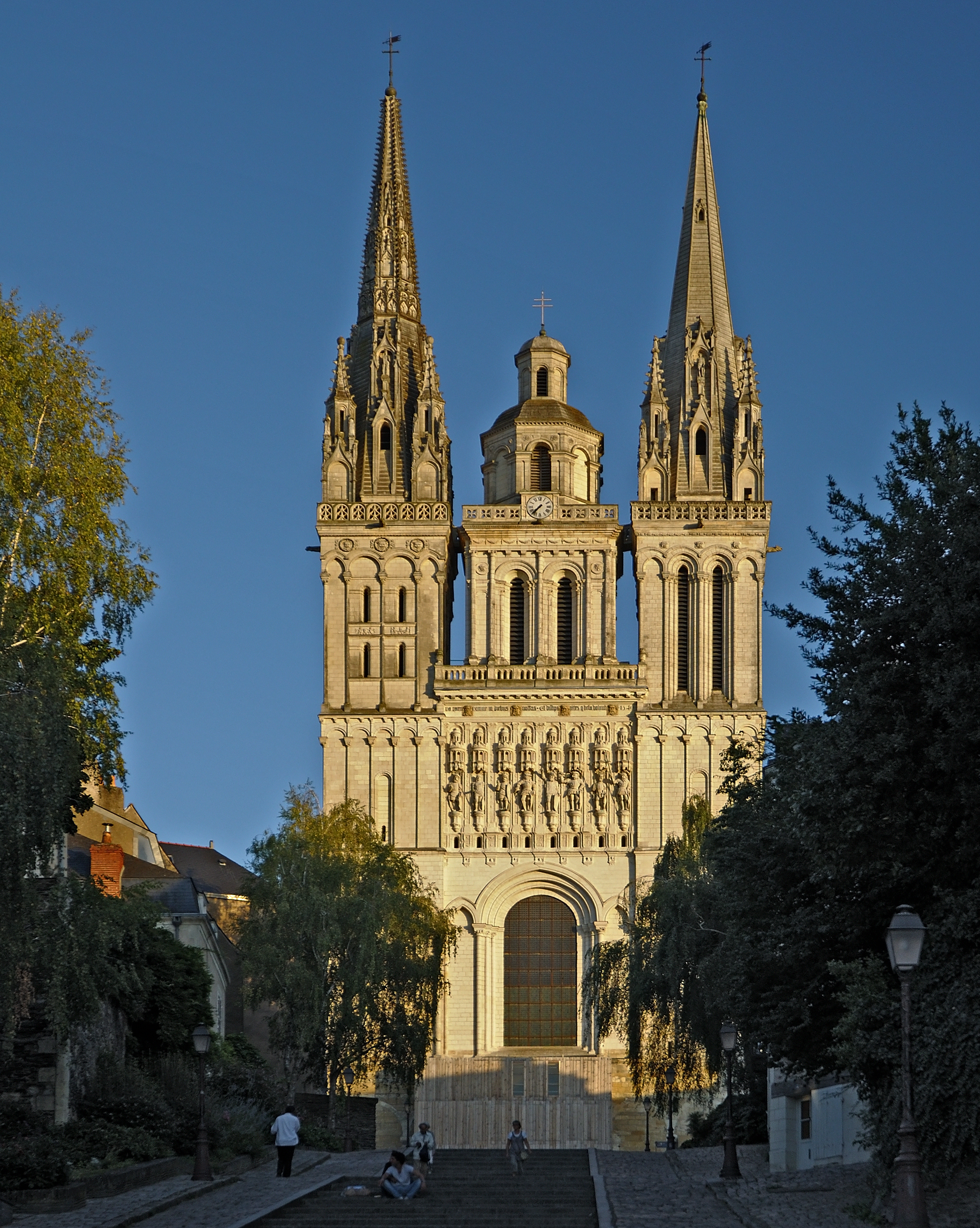
Cathédrale Saint-Maurice d'Angers.
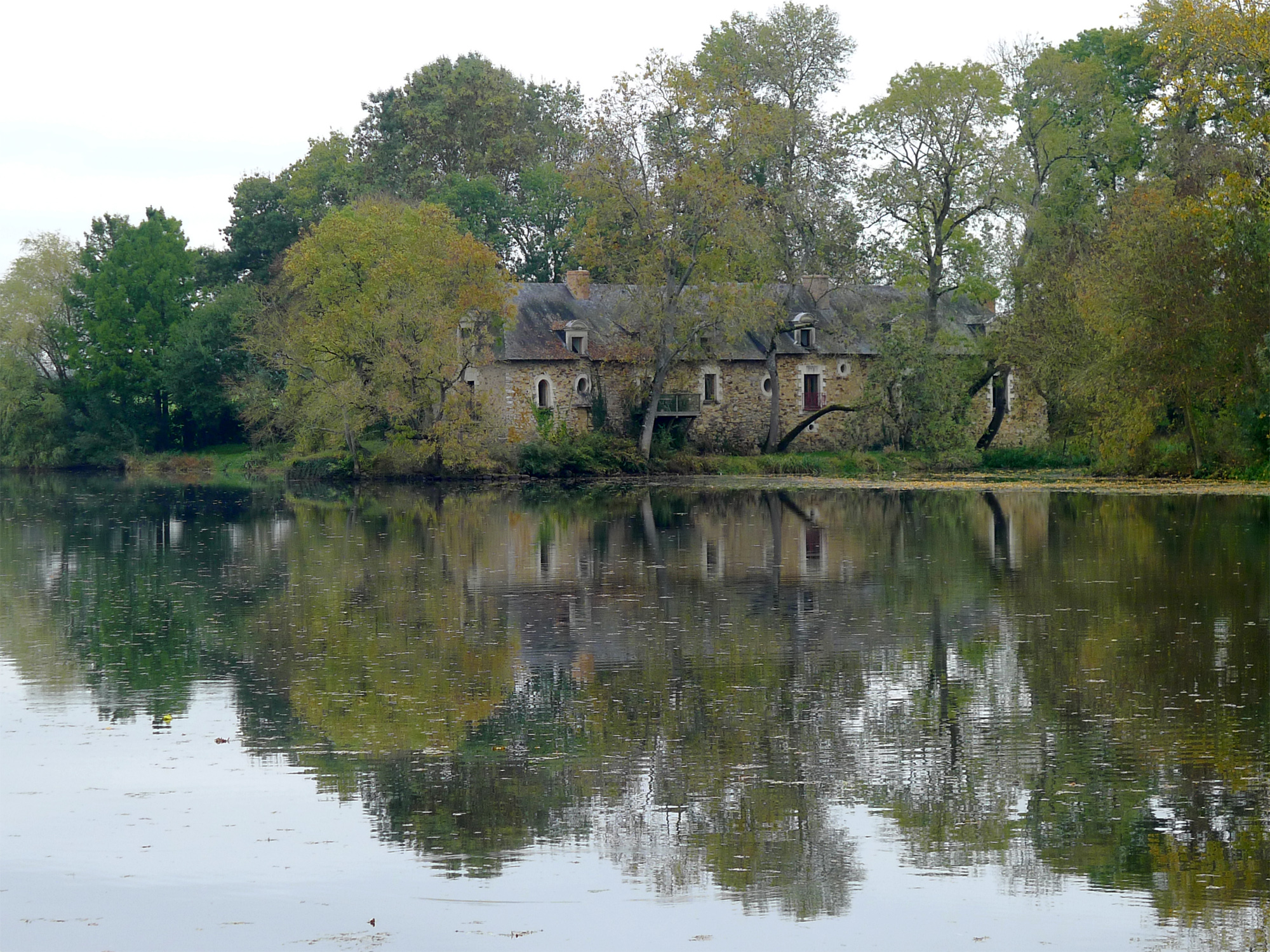
La Mayenne, entre le Lion d'Angers et Grez-Neuville.
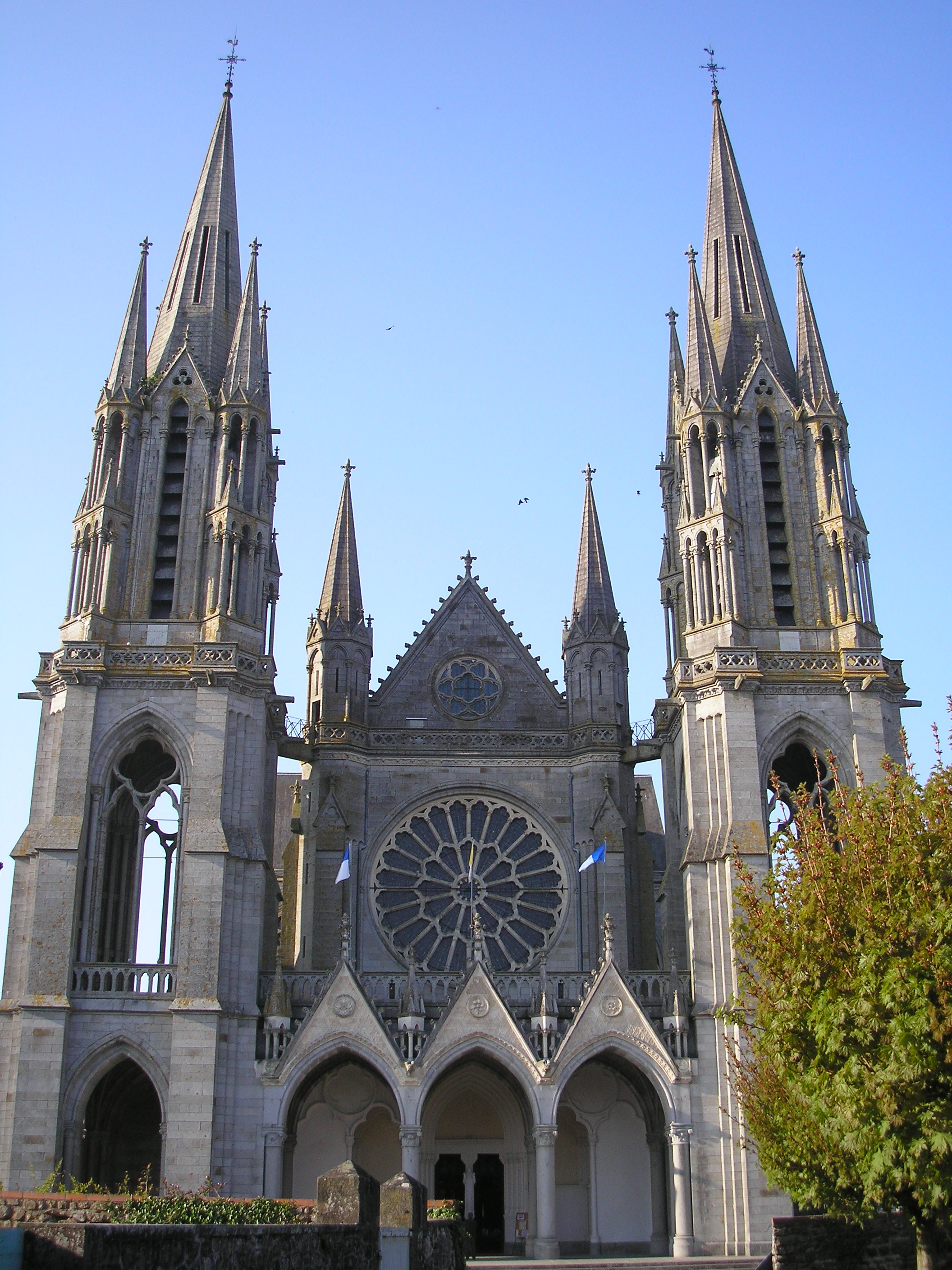
Basilique Notre-Dame de Pontmain.

## Sources
- Archives et comptes-rendus des activités, consultés au siège de l'association.